# Poczet cesarzy bizantyjskich
Poczet cesarzy bizantyjskich – książka autorstwa Aleksandra Krawczuka, wydana po raz pierwszy w 1992 roku. 

## Treść
Intencją autora było nakreślenie panoramy życia społecznego i politycznego Bizancjum. Książka przedstawia między innymi: pochodzenie władców, życie prywatne cesarzy (również jeszcze przed wyborem), okresy ich rządów, walki o władzę poszczególnych władców, rozwój terytorialny cesarstwa, opisy wojen z wrogami zewnętrznymi oraz wewnętrznymi, reformy przeprowadzone w cesarstwie, sprawy religijne pod panowaniem danych cesarzy. Pierwsze wydanie ukazało się w 1992 roku i obejmowało życiorysy 22 władców, panujących w latach 395-711 a nie jak pisze Autor we wstępie do pierwszego wydania 24). W zamyśle A. Krawczuka miała to być kontynuacja Jego następujących prac: Poczet cesarzy rzymskich. Pryncypat (Iskry 1986) i Poczet cesarzy rzymskich. Dominat (Iskry 1991). W pierwszym wydaniu Autor wyznaczył datę końcową dla istnienia cesarstwa rzymskiego na Wschodzie - rok 711. W drugim wydaniu autor postawił kolejną datę graniczną - 1081 rok. W nowym wydaniu książki autor uzupełnił życiorysy cesarzy panujących w latach 711-1081. Drugie wydanie pocztu zawiera życiorysy 59 cesarzy, od Arkadiusza do Nicefora III (395-1081). 